# طوم بولوك
طوم بولوك (بالإنجليزية: Tom Pollock)‏ هو محامي ومنتج أفلام أمريكي، ولد في 10 أبريل 1943 في لوس أنجلوس في الولايات المتحدة.

## وصلات خارجية
- طوم بولوك على موقع IMDb (الإنجليزية)
- طوم بولوك على موقع بوكس أوفيس موجو (الإنجليزية)
- طوم بولوك على موقع قاعدة بيانات الفيلم (الإنجليزية)